# Nati nel 1259
| Questa pagina contiene informazioni ricavate automaticamente dalle voci biografiche con l'ausilio del template Bio e di un bot. L'aggiornamento è periodico e automatico e ricostruisce completamente la pagina. Se manca una persona in questa lista, sei pregato di non aggiungerla, ma accertati piuttosto che la sua voce biografica contenga il template Bio e che i dati anagrafici siano correttamente compilati. Se il template Bio manca, inseriscilo tu stesso o, in alternativa, metti l'avviso {{tmp\|Bio}} che ne segnala la mancanza. Se i dati riportati sono sbagliati, correggi direttamente la voce biografica; le modifiche saranno visibili in questa lista entro pochi giorni. Per chiarimenti vedi il progetto biografie. La lista contiene solo le 10 persone che sono citate nell'enciclopedia e per le quali è stato implementato correttamente il template Bio. Pagina aggiornata al 10 mar 2025. |

- 25 marzo - Andronico II Paleologo, imperatore bizantino († 1332)
- 25 giugno - Ugo XIII di Lusignano, nobile francese († 1303)
- 27 settembre - Guido della Torre, condottiero e sovrano italiano († 1312)
- Demetrio II di Georgia, re († 1289)
- Rabia Bala Hatun, nobildonna ottomana († 1324)
- Edvige di Holstein, nobile tedesca († 1325)
- Giovanni della Verna, francescano e presbitero italiano († 1322)
- Enrico III di Bar, nobile francese († 1302)
- Rodrigo di Cerrato, religioso e storico spagnolo († 1276)
- Ubertino da Casale, predicatore e teologo italiano († 1329)